# 安徽信息工程学院
安徽信息工程学院（英文名称：Anhui Institute of Information Technology，英文缩写：AIIT），是中华人民共和国安徽省芜湖市的一所民办普通高等学校，原为独立学院安徽工程大学机电学院，现为科大讯飞股份有限公司独立举办、安徽省教育厅主管的民办大学。

## 校史沿革
2003年，原安徽工程科技学院经安徽省政府批准举办独立学院－安徽工程科技学院机电学院。2010年，安徽工程科技学院更名为安徽工程大学，学校随之更名为安徽工程大学机电学院。2012年4月，科大讯飞股份有限公司与安徽工程大学签约合作共建机电学院。2016年6月，经教育部批准更名为安徽信息工程学院，由独立学院转设为民办本科高校，由科大讯飞全资举办。

## 现状

### 院系专业
学校设有七院四中心，开设24个本科专业。
- 计算机与软件工程学院
- 电气与电子工程学院
- 机械工程学院
- 管理工程学院
- 艺术设计学院
- 大数据与人工智能学院
- 通识教育与外国语学院
- 大学生综合素质与能力培养中心
- 大学生创意与创新中心
- 大学生创新与创业中心
- 大学生创业与就业竞争力促进中心

### 师生概况
现有教职工500余人，全日制在校本科生9000余人。